# Wind River (film)
Pour les articles homonymes, voir Wind River.
Série
Wind River: Rising
Pour plus de détails, voir Fiche technique et Distribution.
Wind River, ou Meurtre à Wind River au Québec, est un film américain réalisé par Taylor Sheridan, sorti en 2017. Il a été présenté au festival du film de Sundance 2017.
Le film suit Cory Lambert qui travaille pour le United States Fish and Wildlife Service dans le Wyoming. Un jour, il trouve le corps d'une adolescente dans une région déserte de la réserve indienne de Wind River. Le FBI envoie alors sur les lieux une jeune agente inexpérimentée, Jane Banner. Rapidement consciente de son ignorance des réalités de ce milieu isolé et hostile, dépassée par les événements violents qui se succèdent, elle engage Cory comme pisteur pour l'aider dans sa tâche.
Il est suivi de Wind River: Rising de Kari Skogland.

## Synopsis
Cory Lambert (Jeremy Renner) travaille en tant que chasseur pour le United States Fish and Wildlife Service, dans le Wyoming. Trois ans auparavant, sa fille Emily, alors âgée de 16 ans, a été retrouvée morte de froid après que ses parents l'ont laissée seule à la maison pour garder son petit frère Casey (Teo Briones). Traumatisés par cet événement, Cory et sa compagne d'origine amérindienne Wilma (Julia Jones) se sont séparés par la suite, Wilma gardant Casey la plupart du temps.
Après avoir récupéré Casey pour passer un peu de temps avec son fils, Cory doit repartir dans les étendues sauvages et enneigées du Wyoming, sur les traces de pumas que lui a signalés son beau-père. Cory repère alors des traces de sang menant au cadavre de Natalie Hanson (Kelsey Chow), une jeune fille d'origine amérindienne morte de froid après avoir couru sur une longue distance, pieds nus dans la neige. Cory retourne signaler sa découverte à Ben (Graham Greene), le chef de la police locale, qui prévient à son tour le FBI. L'agence fédérale envoie l'agent Jane Banner (Elizabeth Olsen), encore en formation et dépêchée en urgence de Las Vegas. Jane part avec Cory pour examiner le cadavre, qui est ensuite récupéré pour une autopsie.
Jane et Ben se rendent chez les parents de Natalie et apprennent que cette dernière fréquentait un homme, bien que son père, Martin Hanson (Gil Birmingham), ne sache pas de qui il s'agit. Peu après, Jane rend visite au médecin légiste qui lui livre les résultats de l'autopsie : Natalie a été agressée et violée avant de s'enfuir en courant dans la neige, l'air froid entraînant une hémorragie pulmonaire fatale pour la jeune fille. Révoltée, Jane décide de s'impliquer pleinement dans l'enquête, consciente que si la cause de la mort ne peut être directement attribuée à un homicide, elle sera déchargée du cas et le FBI oubliera l'affaire, sans envoyer de renforts, les affaires concernant les populations amérindiennes étant souvent négligées. Les soupçons se portent sur les frères Littlefeather, chez qui vit également le frère de Natalie, Chip (Martin Sensmeier). Jane, Cory et Ben s'y rendent, mais Sam Littlefeather (Gerald Tokala Clifford) les agresse. La situation dégénère et Sam est tué par Jane pendant un échange de tirs, tandis que Chip est arrêté.
Avant qu'elle ne puisse interroger les suspects, Cory signale à Jane la présence d'une trace de motoneige menant près de l'endroit où a été trouvé le corps de Natalie. Cory et Jane suivent la piste et trouvent un second cadavre, celui d'un homme nu. De retour, Cory interroge Chip et apprend le prénom du petit ami de Natalie : Matt, un ouvrier travaillant aux puits de pétrole situés non loin. En parallèle, les empreintes digitales du second cadavre livrent son identité à Jane : il s'agit de Matt Rayburn (Jon Bernthal). Jane rend visite à Cory pour l'en informer, celui-ci lui raconte avec émotion la mort de sa fille.
Jane, Ben et plusieurs autres policiers se rendent aux puits de pétrole où travaillait Matt tandis que Cory retourne auprès du cadavre à la recherche de nouveaux indices. Il découvre une autre piste de motoneige menant directement aux puits de pétrole, ce qui laisse entendre que le tueur y travaille également. Justement, les choses ont dégénéré là-bas, les agents de sécurité du site et les policiers pointant leurs armes les uns sur les autres à la suite d'une escalade verbale concernant la mort de Natalie et le comportement des agents de sécurité. Jane parvient toutefois à déminer la situation grâce à son statut d'agent du FBI et demande à inspecter la chambre où dormait Matt.
Un retour en arrière s'ouvre alors. Une nuit, Natalie s'est rendue jusqu'aux puits de pétrole pour rendre visite à son petit ami. Cependant, les collègues de ce dernier reviennent également après une nuit de beuverie. L'un d'eux, Pete Mickens (James Jordan), se montre particulièrement vulgaire et provoque Matt par un comportement osé envers Natalie. Matt s'en prend à Pete, la situation vire alors à la bagarre générale. Matt et Natalie sont tous deux assommés et Pete viole Natalie inconsciente, les autres collègues profitant alors de la situation pour agir de même. Cependant, Matt se réveille et réagit face à ses collègues, qui le battent à mort tandis que Natalie profite de l’agitation pour s'enfuir, pour finalement mourir après avoir couru sur près de dix kilomètres sans chaussures dans la neige.
De retour dans le présent, Cory a à peine le temps de prévenir Ben du danger auquel les policiers font face que Pete tire sur Jane à travers la porte. Une violente fusillade éclate, de laquelle seuls Cory, Jane et Pete sortent vivants. Pete s'enfuit et Jane, grièvement blessée, ne parvient pas à l'arrêter. Cory s'occupe de ses blessures mais Jane lui demande de rattraper Pete, consciente que cela signifie que Cory va tuer Pete et non le ramener vivant. Tandis qu'un hélicoptère est appelé pour emmener Jane à l'hôpital, Cory part sur les traces de Pete, qu'il rattrape facilement. Cory décide alors de laisser partir Pete, après qu'il a  avoué sa culpabilité, dans la même situation que Natalie : pieds nus dans la neige, loin de toute assistance. Pete ne peut faire que quelque pas avant de s'effondrer, succombant à une hémorragie pulmonaire, exactement comme Natalie.
Cory rend visite à Jane à l'hôpital, la félicitant pour sa force de volonté et sa ténacité, bien que Jane soit toujours effarée par le destin qu'a connu Natalie. Cory se rend ensuite chez les parents de Natalie. Martin admet qu'il a pensé à se suicider, mais qu'un appel de son fils Chip, le premier depuis un an, l'a incité à changer d'avis. Cory l'informe de la mort de Pete.
Le film se clôt sur un message indiquant que le FBI ne tient pas de statistiques sur les disparitions de femmes amérindiennes.

## Fiche technique
Sauf indication contraire, les informations mentionnées dans cette section peuvent être confirmées par la base de données cinématographiques IMDb,  présente dans la section « Liens externes ».
- Titre original et français : Wind River
- Titre québécois : Meurtre à Wind River
- Réalisation et scénario : Taylor Sheridan
- Musique : Nick Cave et Warren Ellis
- Direction artistique : Lauren Slatten
- Décors : Neil Spisak
- Costumes : Kari Perkins
- Photographie : Ben Richardson
- Son : Alan Robert Murray et Dean A. Zupancic
- Montage : Gary D. Roach
- Production : Elizabeth A. Bell, Peter Berg, Matthew George, Basil Iwanyk et Wayne L. Rogers
- Sociétés de production : Acacia Filmed Entertainment, Savvy Media Holdings, The Fyzz Facility, Riverstone Pictures, Thunder Road Pictures, Film 44, Voltage Pictures, Wild Bunch, Synergics Films, Star Thrower Entertainment et Tunica-Biloxi Tribe of Louisiana
- Sociétés de distribution : The Weinstein Company (États-Unis), Metropolitan Filmexport (France)
- Budget : 11 millions $[1]
- Pays d’origine :  États-Unis,  France,  Royaume-Uni[2]
- Langue originale : anglais
- Format : couleur — format Digital — 2,35:1 (VistaVision) — son Dolby Digital
- Genre : Film dramatique, Film policier, Thriller
- Durée : 107 minutes
- Dates de sortie :
  - États-Unis : 21 janvier 2017 (Festival de Sundance), 4 août 2017 (sortie limitée), 18 août 2017 (sortie nationale)
  - France : 30 août 2017
- Classification : 
  -  R (Restricted) par la MPAA (certificat no 50837)
  -  interdit aux moins de 12 ans, Art et essai par le CNC[3] (visa d'exploitation no 147203 délivré le 25 août 2017)

## Distribution
- Jeremy Renner (VF : Jérôme Pauwels ; VQ : Jean-François Beaupré) : Cory Lambert
- Elizabeth Olsen (VF : Olivia Luccioni ; VQ : Stéfanie Dolan) : l'agent Jane Banner
- Kelsey Chow (VF : Rebecca Benhamour) : Natalie Hanson
- Jon Bernthal (VF : Pierre-François Pistorio ; VQ : Frédérik Zacharek) : Matt
- Graham Greene (VF : Paul Borne ; VQ : Mario Desmarais) : Ben
- Julia Jones : Wilma Lambert
- Gil Birmingham (VF : Joël Zaffarano ; VQ : Daniel Picard) : Martin Hanson
- Althea Sam : Annie Hanson
- Martin Sensmeier (VF : Benjamin Penamaria ; VQ : Fayolle Jean Jr.) : Chip Hanson
- Eric Lange (VF : Gérard Darier ; VQ : Sylvain Hétu) : Dr. Whitehurst
- James Jordan (VF : Vincent Ropion ; VQ : Maël Davan-Soulas) : Pete Mickens
- Ian Bohen : Evan
- Hugh Dillon (VF : Philippe Vincent ; VQ : Tristan Harvey) : Curtis
- Matthew Del Negro (VF : Gilduin Tissier ; VQ : Frédéric Paquet) : Dillon
- Teo Briones : Casey Lambert
- Tantoo Cardinal : Alice Crowheart
- Apesanahkwat : Dan Crowheart

 Source et légende : version québécoise (VQ) sur Doublage.qc.ca

## Production

### Genèse et développement
Taylor Sheridan décide de faire ses débuts en tant que réalisateur après avoir écrit le scénario de Sicario réalisé par Denis Villeneuve. Le développement commence en mai 2015.
Wind River est le dernier volet de la trilogie centrée sur la « frontière américaine moderne » que Taylor Sheridan a amorcée en tant que scénariste avec Sicario (2015) et Comancheria (2016). Il explique :

« Wind River explore ce qui constitue sans doute à la fois les vestiges les plus tangibles de la frontière américaine et le plus grand échec de l’Amérique : la réserve amérindienne. Au niveau le plus intime, il s’agit de l’étude de la manière dont un homme continue à avancer après une tragédie, sans arriver à tourner la page. C’est aussi, à un niveau plus global, l’étude des conséquences nées du fait de forcer un peuple à vivre sur une terre qui n’était pas destinée à l’accueillir. Il est question d’un territoire sauvage, violent, où le paysage lui-même est un ennemi. De terres où l’addiction et le meurtre tuent plus que le cancer, où le viol est considéré comme un rite de passage pour les jeunes filles devenant femmes. De terres où la loi des hommes cède devant celle de la nature. Nulle part ailleurs en Amérique du Nord les choses ont moins évolué au cours du siècle dernier, et nul autre lieu en Amérique a davantage souffert de ces maigres changements. »

Pour écrire son scénario, Taylor Sheridan a passé beaucoup de temps avec des Amérindiens et des personnes vivant dans les réserves et a ainsi recueilli des histoires « dont on ne parle jamais et que le monde ignore [...] Certains problèmes sont endémiques dans les réserves indiennes et ils sont pourtant largement ignorés. Lorsque je me suis retrouvé en position de leur donner une voix, de les faire largement connaître, je m’y suis employé ». Il a ensuite envoyé son scénario aux tribus des Arapahos et Shoshones, vivant dans la réserve indienne de Wind River.
Taylor Sheridan signe ici son premier film et c'est un long métrage. Il s'explique : « C’était à mes yeux le film sur lequel je devais réussir, ou renoncer. Je me devais d’être pleinement responsable de ce qui est dit et de la manière dont c’est dit, par respect envers le peuple dont il est question, envers mes amis amérindiens qui ont vécu et souffert des choses dont parle le film. Je ne pouvais pas prendre le risque de me reposer sur un autre réalisateur qui n’aurait pas eu la même vision que moi ».

### Attribution des rôles
En mai 2015, Elisabeth Olsen et Chris Pine rejoignent la distribution, mais Chris Pine abandonne en janvier 2016 et il est remplacé par Jeremy Renner.
Certains personnages sont incarnés par des acteurs non professionnels habitant dans la réserve indienne de Wind River. Althea Sam, qui incarne Annie, l’épouse de Martin et la mère de Natalie, était à l'origine une figurante. Taylor Sheridan explique : « Je l’ai rencontrée sur le plateau et j’ai discuté avec elle, nous avons parlé du fait qu’elle et ses parents avaient connu des choses similaires. Alors je lui ai demandé si elle aimerait tenir ce rôle. Je l’ai prévenue que ce serait très difficile, mais elle a accepté. Elle n’était pas actrice, mais elle l’est maintenant ».

### Tournage
Le tournage débute le 31 mars 2016 à Park City dans l'Utah avec Jon Bernthal, Graham Greene, Julia Jones et Gil Birmingham. Kelsey Asbille ne rejoint la distribution que le 26 avril 2016.

### Musique
La musique du film est composée par Nick Cave et Warren Ellis.
Liste des titres
1. Snow Wolf - 2:08
2. Zed - 2:01
3. Tell Me What That Is - 1:25
4. First Journey - 1:28
5. First Body - 2:35
6. Second Journey - 1:28
7. Breakdown - 2:01
8. Never Gonna Be the Same - 2:01
9. Hunter - 1:46
10. Meth House - 2:01
11. Bad News - 1:16
12. Third Journey - 1:05
13. Second Body - 1:00
14. Lecture - 2:04
15. Corey's Story - 3:08
16. See You Tomorrow - 1:07
17. Three Seasons in Wyoming - 3:37
18. Cabin - 1:15
19. Shoot Out - 1:46
20. Snow Flight - 1:20
21. Memory Time - 2:07
22. Survive or Surrender - 2:05
23. Wind River - 3:48

## Sortie et accueil

### Distribution et dates de sortie
The Weinstein Company a acquis les droits de distribution le 13 mai 2016, lors du Festival de Cannes. En janvier 2017, il a été annoncé que la société ne distribuerait plus le film, mais l'accord de distribution a été finalisé plus tard. Le long-métrage est d'abord distribué en sortie limitée le 4 août 2017, avant de connaître une sortie à l'échelle nationale le 18 août.
En octobre 2017, à la suite de la divulgation de sur le scandale d'abus sexuels de Harvey Weinstein, Lionsgate a annoncé qu'elle distribuerait le film en vidéo et services de streaming. Le nom et le logo de la société Weinstein (TWC) ont été retirés des crédits, de la bande-annonce et des emballages. En conséquence, The Weinstein Company a finalement arrêté de distribuer le film. Sheridan a exigé que le nom de TWC soit supprimé du materiel et que tout l'argent que Weinstein aurait gagné sur ce travail soit donné à une œuvre de bienfaisance.

### Accueil critique
Dans les pays anglophones, Wind River obtient des critiques largement favorables. Sur le site Web d'agrégateur de critiques Rotten Tomatoes, le film a un taux d'approbation de 88 % basé sur 246 critiques, avec une note moyenne de 7,67 / 10. Le consensus critique du site Web se lit comme ceci : « Wind River attire les spectateurs dans un mystère axé sur les personnages avec une écriture intelligente, une distribution forte et un cadre habilement rendu qui offre le froid amer promis par son titre ». Sur le site Metacritic, le film a un score moyen pondéré de 73 sur 100, basé sur 44 critiques, indiquant « des critiques généralement favorables ». Les audiences interrogées par PostTrak ont donné au film un score global positif de 90 % et une "recommandation définitive" de 70 %.
En France, l'accueil critique est positif à contrario de la fréquentation des spectateurs en salles qui n'atteignent même pas 300 000 (voir tableau ci-dessous)...Le site Allociné recense une moyenne des critiques presse de 3,5/5, et des critiques spectateurs à 4,1/5.

### Box-office
| Pays ou région    | Box-office      | Date d'arrêt du box-office | Nombre de semaines |
| ----------------- | --------------- | -------------------------- | ------------------ |
| France            | 298 615 entrées | 14 novembre 2017           | 11                 |
| États-Unis Canada | 33 800 859 $    | 7 décembre 2017            | 18                 |
| Mondial           | 42 582 334 $    | -                          | -                  |

## Distinction

### Récompenses
- Festival de Cannes 2017 : Prix Un certain regard : Prix de la mise en scène[20]
- Festival international du film de Karlovy Vary 2017 : prix du public pour Taylor Sheridan, prix du président pour Jeremy Renner

## Suite
Le tournage de Wind River: Rising, réalisé par Kari Skogland, débute en 2023. Martin Sensmeier et Gil Birmingham y reprennent leurs rôles respectifs de Chip et Martin Hanson.